# Groene zandbij
De groene zandbij (Andrena viridescens) is een vliesvleugelig insect uit de familie Andrenidae. De wetenschappelijke naam van de soort is voor het eerst geldig gepubliceerd in 1916 door Henry Lorenz Viereck.
De groene zandbij is een solitaire bij die circa 7 mm groot is en weinig behaard is. Zijn naam verwijst naar de groenblauwe glans op zijn lichaam die te zien is bij bepaalde lichtinvallen of met een vergrootglas. Mannetjes hebben een witte tekening op hun kop.
De soort is vooral te vinden in bermen, taluds, boomgaarden, bosranden en begroeide hellingen. Hij is afhankelijk van de aanwezigheid van ereprijs, waarvan hij het stuifmeel verzamelt.
In België is de soort nog maar weinig waargenomen. In 2015 en 2016 werd soort voor de tweede en derde zekere keer in 20 jaar tijd waargenomen, meer bepaald in Beersel. Waar het voorheen enkelingen betrof, werden bij die waarneming twee relatief grote populaties met nestelende vrouwtjes.